# Конгсея
Конгсейя (норв. Kongsøya) — один з безлюдних островів, який відноситься до Землі Короля Карла архіпелагу Шпіцберген, що належить Норвегії.

## Географія
Розташований приблизно за 260 км на північний схід від Лонг'їра і приблизно за 80 км на південь від Північно-Східної Землі. Є найбільшим з групи островів, що належать до Землі короля Карла. Площа становить 191 км². Максимальна висота над рівнем моря становить близько 320 м.
Рослинний світ острова бідний.

## Значення
Острів Конгсейа, поряд з островом Врангеля (Росія) і мисом Черчілля (Канада), є ключовим місцем проживання для білого ведмедя у світовому масштабі. Нині — природний заповідник.